# 哀旋士
哀旋士（あいせんし）は、2013年に結成された日本のヘヴィメタルバンド。

## 概要
さかもとえいぞうを筆頭に結成されたメタルバンド。「泣きに来い」をテーマに、日本のアニソンを哀愁漂うメタルアレンジにすることで、その良さを改めて世界に発信する活動を行っている。
名前の由来は、アニメ映画『機動戦士ガンダム』二作目のサブタイトル「哀戦士」から来ており、「戦」を「旋」に変えて「哀愁の旋律を奏でる志士」として「アニソンの本来の姿を世界に伝える」という意味合いが込められている。

## メンバー
ボーカルはさかもとえいぞう。ギターは元ANIMETAL、元ガーゴイル、VOLCANOの屍忌蛇が担当。哀愁漂うメロディックなフレーズを得意としている。
ベースはHIROが担当。元Gusty Bombsのベーシストであり、さかもととはソロアルバム『シャウト・ドランカー』でも共演を果たしている。
ドラムはJUHKIが担当。EIZO JapanのギタリストであるIRON-CHINOがやっている同人サークルのIRON ATTACK！のドラマーであり、さかもとが彼の演奏に一目惚れをしてバンドに誘ったという経緯を持つ。

## ディスコグラフィー

### アルバム
- Heartstrings （2013年6月5日発売）

### シングル
- 焰 （2013年12月8日発売）

## 関連バンド
- ANTHEM / 坂本英三（さかもとえいぞう）
- RESONANCE / さかもとえいぞうがANTHEM加入以前に在籍していたバンド。
- 練馬マッチョマン / さかもとえいぞう
- ANIMETAL / さかもとえいぞう
- JAM Project / さかもとえいぞう
- EIZO Japan / さかもとえいぞう
- 英光塾 / 竹内光雄(D.T.R)、坂本英三の愛のユニット
- Gargoyle / 屍忌蛇、KATSUJI
- VOLCANO / 屍忌蛇
- Gusty Bombs / HIRO
- IRON ATTACK！ / JUHKI